# Sahagún
Sahagún ist eine Kleinstadt und Hauptort einer Gemeinde (municipio) mit 2.398 Einwohnern (Stand: 2024) am Jakobsweg in der Provinz León der Autonomen Gemeinschaft Kastilien und León. Der Ortsname ist eine abgeschliffene und zusammengezogene Form von Sanctus Facundus, der über Santfagund und einen Konsonantenwechsel im Spanischen – f zu h – zu seiner heutigen Form kam.

## Geographische Lage
Sahagún liegt in einer Höhe von etwa 820 Metern ü. d. M. an einer mittelalterlichen Brücke über den Río Cea am Pilgerweg nach Santiago de Compostela im Süden der altkastilischen Provinz León. Die Provinzhauptstadt León befindet sich etwa 58 km (Fahrtstrecke) nordwestlich; die ebenfalls am Jakobsweg gelegene Kleinstadt Carrión de los Condes ist knapp 39 km in östlicher Richtung entfernt. Das Klima im Winter ist durchaus kalt, im Sommer dagegen warm bis heiß; die spärlichen Regenfälle (ca. 520 mm/Jahr) fallen verteilt übers ganze Jahr.

## Geschichte
Sahagún ist vermutlich Nachfolger der römischen Siedlung Camala. Im 3. Jahrhundert wurden hier die christlichen Märtyrer Facundus und Primitivus zu Tode gemartert, die nach späterer Überlieferung Söhne des römischen Centurios Marcelo und seiner Frau Nonia, beide ebenfalls Märtyrer und in León verehrt (Kirche San Marcelo, Pl. Santo Domingo), gewesen sein sollen. Im Jahr 872 wurde zu Ehren der beiden Märtyrer ein Kloster gegründet, das aber schon 873 wieder zerstört wurde; nach dem Wiederaufbau erfolgte eine weitere Zerstörung durch Almansor Ende des 10. Jahrhunderts.
Wichtigste Gruppe innerhalb des Klosters waren aus dem maurischen Córdoba geflüchtete mozarabische Mönche. Alfons VI. von Kastilien, der hier erzogen und später auch begraben wurde, machte es im Jahr 1068 zum „spanischen Cluny“ und setzte von hier aus seine Kirchenreform und die Römische Liturgie durch.

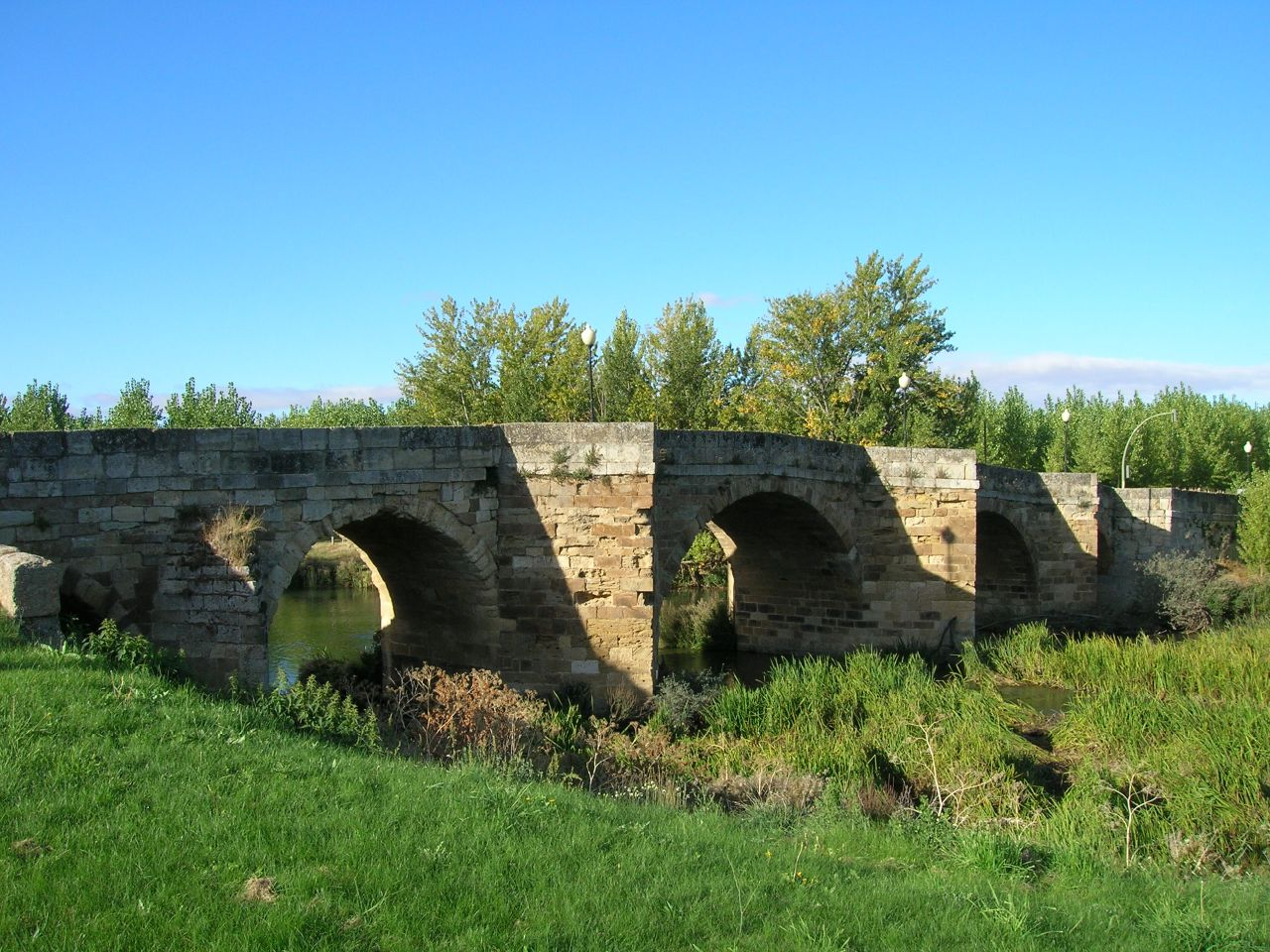
Brücke über den Río Cea

Zahlreiche kirchliche Würdenträger der spanischen Geschichte stammen aus dem Kloster Sahagún. So war beispielsweise Bernard de Sedirac Abt des Klosters, bevor er 1085 zum Bischof der gerade wiedereroberten Stadt Toledo berufen wurde.
Im Jahr 1085 wurden auf Grundlage einer bereits bestehenden kleinen Ansiedlung ein Marktflecken gegründet, der, mit königlichen Privilegien ausgestattet, eine große Attraktivität auf Pilger ausübte: Gascogner, Bretonen, Deutsche, Engländer, Burgunder, Normannen, Toulouser, Provenzalen, Lombarden werden als Siedler des neuen Ortes genannt. Im Jahr 1085 wurde auch die Brücke über den Rio Cea gebaut, die immer noch in Benutzung ist und zur Wiese der 40.000 Lanzen führt. Der Ort wurde befestigt, so dass für das 12. Jahrhundert eine mächtige Mauer um die verschiedenen Viertel der Kastilier, Franken, Mauren und Juden beschrieben wird.
Dank königlicher Schenkungen durch Alfons VI. und seine Nachfolger wurde Sahagún zur mächtigsten Abtei am Camino Francés, die selbst eigene Münzen prägte. Ihre Besitzungen (die Jurisdiktion eingeschlossen) reichten von Guadarrama bis ans kantabrische Meer, desgleichen gehörten zur Abtei 50 bis 100 abhängige Priorate, ein bedeutendes Skriptorium und eine große Pilgerherberge. Zeitzeugen berichten von 60 Betten, einem Getreidevorrat von 2000 Fanegas Weizen = 111.000 l = 111 m³ und der Cuba de Sahagún, dem berühmten riesigen Weinfass von Sahagún.
Der Niedergang des Klosters begann spätestens dann, als sich die Katholischen Könige entschlossen das Kloster San Benito in Valladolid zu fördern, Sahagún wurde von diesem Kloster abhängig und verlor Bedeutung und Privilegien. Bauernaufstände trugen zum Niedergang bei. Trotz des Abstiegs gab es noch bis ins 18. Jahrhundert eine universitäre Lehranstalt. Zwei Brände und die Säkularisation machten der Wiederbelebung den Garaus und ließen vom Kloster Ruinen, die nur einen matten Abglanz seiner Vergangenheit widerspiegeln.

### Bevölkerungsentwicklung
| Jahr      | 1842  | 1900  | 1950  | 2000  | 2016  |
| Einwohner | 2.403 | 2.760 | 3.498 | 3.112 | 2.645 |

Seit der ersten Volkszählung in Spanien im Jahr 1842 bis zum Jahr 1930 lag die Einwohnerzahl der Gemeinde, zu der noch etwa zehn kleine Dörfer und Weiler gehören, konstant zwischen etwa 2.500 und 3.000 Personen. Danach erfolgte ein Anstieg auf etwa 3.700 Einwohner, doch mittlerweile hat sich die Bevölkerungsentwicklung wieder auf dem früheren Niveau eingependelt.

## Sehenswürdigkeiten

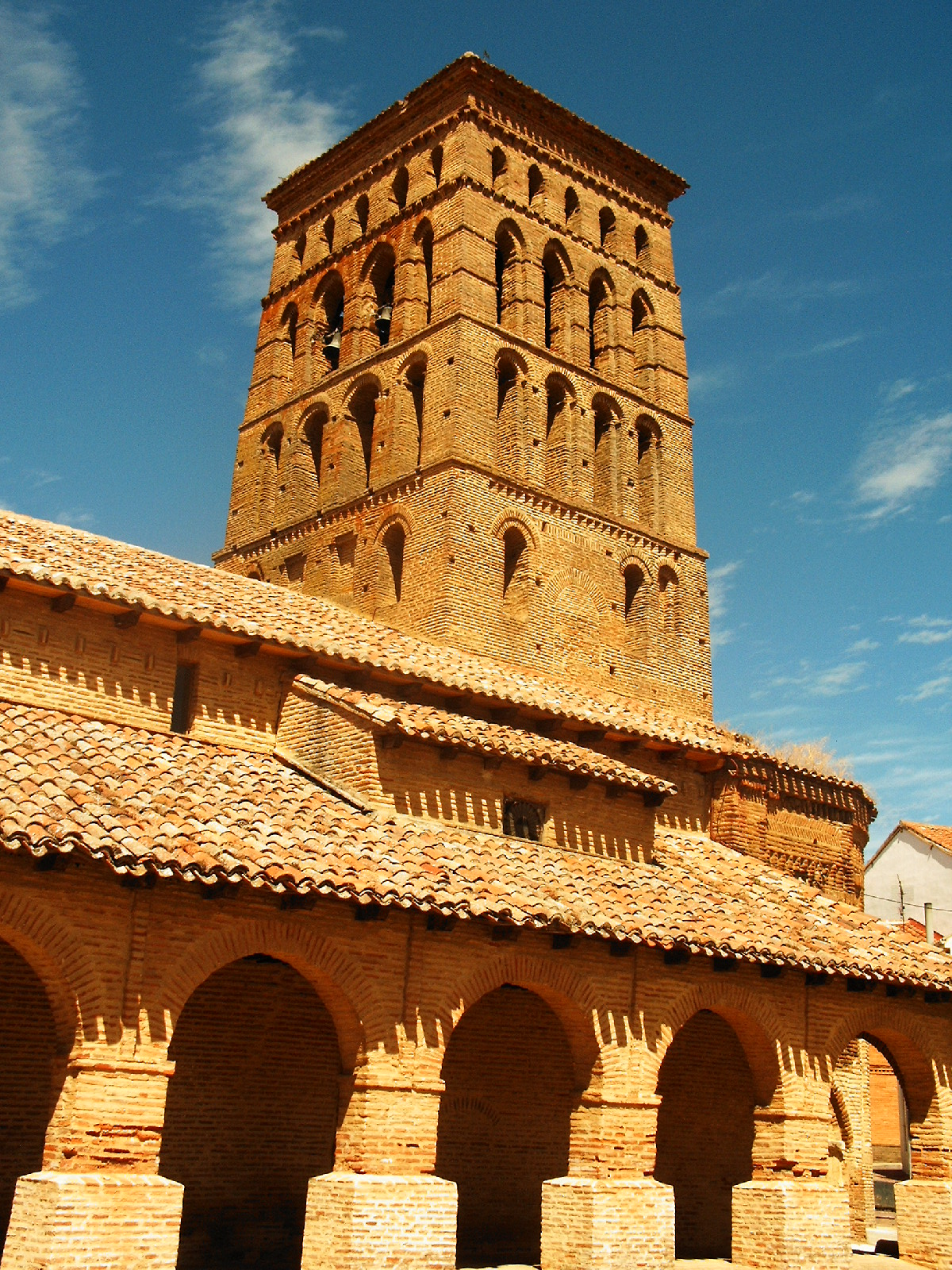
Iglesia de San Lorenzo

Außer den Ruinen des ehemaligen Klosters kann man in Sahagún hervorragende Beispiele der mudejaren Ziegelarchitektur besichtigen. Einer der Gründe für diese Häufung ist der Mangel an Naturstein in der Region. Das geringe Gewicht der Ziegel ermöglichte hohe Vierungstürme. Desgleichen lassen sich hier sehr gut weitere Charakteristika mudejarer Baukunst beobachten wie runde, spitze oder hufeisenförmige Blendbögen, Türme mit mehreren dekorativen Fensterzonen, Ziegelmuster (Rauten etc.) und im Innenbereich Artesonado-Kassettendecken und ornamentierte Fliesen (Azulejos).

### Iglesia San Tirso
Die romanische Kirche des späten 12. Jahrhunderts ist dreischiffig angelegt, die Schiffe enden in halbrunden Apsiden. Über der Vierung steht der großartige Glockenturm (campanario) mit seiner dreigeschossigen Fensterzone. An der Mittelapsis kann man den Wechsel von Naturstein zu Ziegel deutlich erkennen. San Tirso ist der früheste (erhaltene) Backsteinbau der Region.

### Kirche San Lorenzo
Eine erste Erwähnung der Kirche findet sich in einem Dokument des Jahres 1110; sie betrifft aber sicherlich einen Vorgängerbau. Die heutige basilikal angelegte Kirche wurde im ausgehenden 12. und beginnenden 13. Jahrhundert im gotisch-mudéjaren Stil erbaut: ihr viergeschossiger Vierungsturm ist vielleicht noch imposanter als der von San Tirso. Die drei durch Arkaden getrennten Schiffe enden in abgestuften Apsiden. Am Standort der Kirche stießen früher das alte Morisken- und Judenviertel aneinander.

### Klosterkirche der Virgen Peregrina

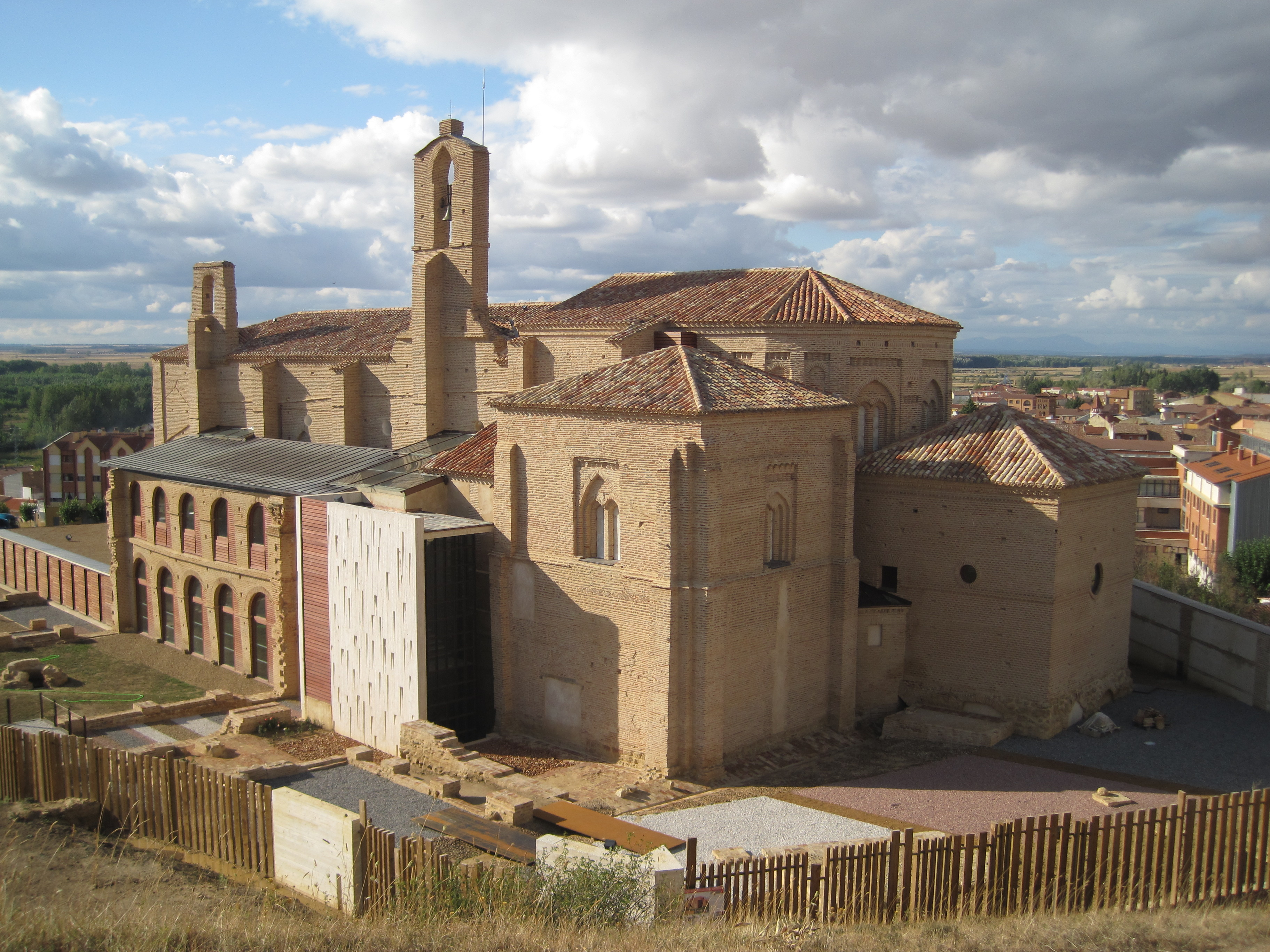
Iglesia de la Peregrina

Die Kirche der „Jungfrau als Pilgerin“ wurde ab 1257 erbaut und gehörte zum ehemaligen Franziskaner-Konvent. Der Name bezieht sich auf die als Pilgerin gekleidete Jungfrau Maria, die hier erschienen sein soll. Deren Figur, „La Roldana“, hatte lange Zeit ihren Platz in dieser Kirche und befindet sich jetzt im Museum der Madre Benedictinas.
An der äußeren Gestalt lassen sich einige Merkmale des Mudejar erkennen: ein Ziegelbau mit Blendbögen, die in Hufeisenform gestaltet sind, dazu Ziegelfriese als Bauschmuck. Im 18. Jahrhundert wurde eine zweistöckige Galerie an der südlichen Außenwand angebaut.
Im Inneren gibt sich die Kirche mit einem Schiff, unterteilt in fünf Joche, franziskanisch einfach. Im Chor wird in einer Kuppelgewölbedecke die sogenannte Römische Umarmung gezeigt, die die Brüderlichkeit zwischen Franziskanern und Benediktinern symbolisiert.
Im 14. Jahrhundert wurden Kapellen und damit gotische Elemente eingefügt. Aus diesen Kapellen ragt die Grabkapelle des Don Diego Gómez de Sandoval heraus, deren Mauern mit mudejarer Gipsarbeit geschmückt sind. Sie befindet sich im letzten Drittel der nördlichen Mauer.

## Wirtschaft
Die Landwirtschaft spielte seit jeher die wichtigste Rolle für die Bevölkerung der Region; durch die günstige Lage am Jakobsweg entwickelten sich auch Handwerk und Handel. In der zweiten Hälfte des 20. Jahrhunderts hat der Tourismussektor eine große Bedeutung als Einnahmequelle des Ortes erlangt.

## Persönlichkeiten
- Johannes González (um 1430–1479), Heiliger der römisch-katholischen Kirche
- Bernardino de Sahagún (1499/1500–1590), römisch-katholischer Ordensgeistlicher, Vater der modernen Anthropologie
- Pedro Ponce de León (1516–1584), römisch-katholischer Ordensgeistlicher, Pionier der Taubstummenerziehung